# لیوبن بروف
لیوبن بروف (انگلیسی: Lyuben Berov؛ ۶ اکتبر ۱۹۲۵ – ۷ دسامبر ۲۰۰۶) یک اقتصاددان و سیاست‌مدار اهل بلغارستان بود.